# Ciudadela de Montevideo
La Ciudadela de Montevideo fue una fortaleza militar construida en el siglo XVIII para proteger la ciudad de Montevideo. Se comenzó a edificar en 1741 y su construcción se extendió por más de cuarenta años.
De forma cuadrangular sus muros de granito gris tenían 6 metros de espesor con cuatro baluartes en los ángulos provistos de 50 cañones, un foso exterior de 17 metros de ancho y 13 de profundidad.
Fue totalmente demolida en el año 1877 para construir la actual Plaza Independencia.

## Historia
En octubre de 1741 se colocan las primeras piedras para su construcción. Este fuerte estuvo conectado con la ciudad por la Puerta y que, restauraciones mediante, se encuentra instalada actualmente en un sitio aproximado a su ubicación original. Esta fortaleza constaba de una fosa en su contorno, y un puente levadizo en su entrada enfocado hacia la hoy Peatonal Sarandí. Privilegiaban su defensa, cuatro baluartes en sus esquinas. En el lado opuesto a la puerta de entrada había una capilla, en el lugar donde hoy está el Monumento a José Artigas, ya que la fortificación ocupaba la mitad del área de lo que hoy es la Plaza Independencia.